# Matías Orlando

a Compétitions nationales et continentales officielles uniquement.

b Matchs officiels uniquement.
Dernière mise à jour le 2 août 2021.
Matías Orlando, né le 14 novembre 1991 à Tucumán (Argentine), est un joueur de rugby à XV international argentin évoluant aux postes de centre ou d'ailier aux Sharks de Miami en Major League Rugby. 

## Carrière

### En club
Matías Orlando commence sa carrière dans sa ville natale de Tucumán, avec le club amateur du Huirapuca SC qui dispute le Torneo del Noroeste. À côté de cela, il joue avec la province des Pampas XV de 2012 à 2015. Avec cette équipe, il dispute la Vodacom Cup (championnat des provinces sud-africaines) entre 2010 et 2013, puis remporte la Pacific Rugby Cup en 2014 et 2015,,.
En 2016, il fait ses débuts en Super Rugby avec la franchise des Jaguares. Lors de la saison 2019, il est décisif lors de la demi-finale remportée contre les Brumbies en marquant un doublé, avant d'échouer en finale du championnat,.
En 2020, après l'exclusion des Jaguares du Super Rugby, il rejoint le club anglais de Newcastle Falcons en Premiership.

### En équipe nationale
Matías Orlando a joué avec l'équipe d'Argentine des moins de 20 ans, et dispute le championnat du monde junior en 2011,.
Il joue également avec l'équipe des Jaguars (Argentine A) entre 2012 et 2015, ainsi qu'avec l'équipe d'Argentine de rugby à sept en 2013.
Il obtient sa première cape internationale avec l'équipe d'Argentine le 20 mai 2012 à l’occasion d’un test-match contre l'équipe d'Uruguay à Santiago.
En 2019, il est sélectionné dans le groupe de 31 joueurs retenu par Mario Ledesma pour la Coupe du monde au Japon,. Il dispute quatre rencontres lors de la compétition, contre la France, les Tonga et l'Angleterre.

## Palmarès

### En club
- Vainqueur de la Pacific Rugby Cup en 2014 et 2015 les Pampas XV.
- Finaliste du Super Rugby en 2019.

## Statistiques
Au 2 août 2021, Matías Orlando compte 47 capes en équipe d'Argentine, dont 37 en tant que titulaire, depuis le 20 mai 2012 contre l'équipe d'Uruguay à Santiago. Il a inscrit 25 points (5 essais).
Il participe à cinq éditions du Rugby Championship, en 2016, 2017, 2018, 2019 et 2020. Il dispute dix-neuf rencontres dans cette compétition.